# Kloster Rauden
Die ehemalige Zisterzienserabtei Groß Rauden (polnisch Pocysterski Zespół Klasztorno-Pałacowy w Rudach (Wielkich)) ist ein am 21. Oktober 1258 gegründetes Tochterkloster der Zisterzienser des Klosters Jędrzejów. Es liegt in Rudy (Groß Rauden) in der Stadt- und Landgemeinde Kuźnia Raciborska (Ratiborhammer) der Woiwodschaft Schlesien in Polen. Die heutige Klosteranlage entstand nach 1670. Infolge der Säkularisation 1810 wurde das Kloster aufgelöst und der gesamte Besitz an das Haus Hessen-Kassel verkauft, die 1820 den Besitz an Hessen-Rotenburg weiterreichten. Rauden wurde Herrschaftssitz des neu errichteten Herzogtums Ratibor.

## Geschichte
Das Kloster, früher nach seinem Stifter, Herzog Wladislaus von Oppeln, „Wladislauskloster“ genannt, wurde später in Kloster Rauden umbenannt. Zu ihm gehörten mehrere Dörfer sowie der große Wald Boyczow.
Der erste Abt von Rauden war Peter I. (1258–1274), die ersten Mönche stammten aus Jędrzejów in Kleinpolen. Weitere Äbte waren Martin I. (1456–1471) und Peter III. (1471–1492).
Nach 1585 wurde das Kloster Rauden der schlesischen Ordensprovinz der Zisterzienser unterstellt. Trotz Rückschlägen durch Hussitenkriege, die Reformation, den Dreißigjährigen Krieg und die Schlesischen Kriege konnte das Kloster, nicht zuletzt wegen der ausgedehnten Stiftsforsten und der seit dem 16. Jahrhundert betriebenen Industrie- und Gewerbeanlagen, wirtschaftlich überleben. Es erlebte im 18. Jahrhundert eine Blütezeit, die sich in der Gründung der Lateinschule mit Internat 1744 und der 18.000 Druckwerken umfassenden Klosterbibliothek widerspiegelte. Mitte des 17. Jahrhunderts gehörten zum Klosterbesitz neben den Stiftungsforsten zwölf Dörfer, Eisenhütten, Kupferhämmer und Glashütten
Von Rauden ging die Gründung des Zisterzienserklosters in Himmelwitz aus.
Zwischen 1671 und 1680 wurden die Konventsgebäude neu erbaut.
Mit der Säkularisation 1810 ging das Kloster mit seinen Besitzungen in Staatsbesitz über. Der letzte Abt war der 1798–1810 regierende Bernhard Galbiers. Die Lateinschule wurde 1816 geschlossen.
Das Kloster Rauden wurde 1812 mit seinem Besitz an die Landgrafschaft Hessen-Kassel verkauft. 1820 wechselte Rauden jedoch wiederum den Besitzer. Landgraf Victor Amadeus von Hessen-Rothenburg erhielt den Komplex als Ausgleich für anderweitige Landverluste bei Änderungen der Grenzziehung im Jahre 1815. 1821 vom preußischen König zum Herzog von Ratibor erhoben, baute er ihn zu einem Residenzschloss aus. Die Klosterkirche wurde zur Pfarrkirche von Rauden umgewidmet. Das Erbe und der Titel fielen nach seinem Tode 1834 an den Viktor von Hohenlohe-Waldenburg-Schillingfürst.
Das Klostergebäude und die Kirche wurden während des Zweiten Weltkrieges schwer beschädigt.  Das Klostergebäude blieb noch bis vor wenigen Jahren im verwahrlosten Zustand. Seit 1998 finden umfassende Renovierungsarbeiten statt. Heute gehört das ehemalige Zisterzienserkloster Rauden der Diözese Gleiwitz, die 2009 in den Klostergebäuden eine Bildungseinrichtung mit mehreren Tagungssälen sowie Übernachtungsmöglichkeiten betreibt. Das neue Diözesanmuseum des Bistums Gleiwitz wird dort seinen Sitz haben.
Nördlich der Klostergebäude liegt ein englischer Landschaftspark aus der Zeit um 1849.

## Klosterkirche
Die erste Klosterkirche im Stil der Frühgotik wurde 1300 vollendet. Zwischen 1696 und 1716 wurde die Kirche im Stil des Barock renoviert. Im Jahr 1724 wurde vor dem Haupteingang ein achteckiger Turm mit Haube erbaut. Bis 1790 wurde die Fassade barock umgestaltet. Die Kirche brannte während des Zweiten Weltkrieges 1945 aus. In den Jahren 1947–1950 wurde die Pfarrkirche restauriert, dabei wurde der gotische Zustand aus dem frühen 14. Jahrhundert zugrunde gelegt.
In der Kirche befindet sich eine 1723 bis 1726 errichtete barocke Marienkapelle mit dem Bild der „Muttergottes von Rauden“. Das mehrfach veränderte Bild stammt vermutlich in seinem Grundbestand aus dem 15. Jahrhundert. 1990 wurde es restauriert.

## Klostergebäude
Das zweistöckige, quadratische Klausurgebäude mit Kreuzgang und Garten wurde zwischen 1671 und 1680 auf Resten eines gotischen Vorgängerbaues errichtet.
Die barocken Formen der Umbauten im 18. Jahrhundert sind heute in der Anlage erkennbar. Die Westfassade ist ein ausgezeichnetes Beispiel für die Formen des späten Barock. Zu Beginn des 19. Jahrhunderts wurde die Anlage zum herzoglichen Schloss ausgebaut.
Die Residenz des Abtes schließt sich im Norden an das Klausurgebäude an. Das 1730 errichtete Gebäude wurde zwischen 1901 und 1939 barockisiert. An einer Ecke des Hauses befindet sich ein Turm. Nach der polnischen Übernahme der Region wurde das Innere im politisch erwünschten Stil der Gotik restauriert.
Im Klostergebäude befindet sich eine Ausstellung zur Geschichte des Zisterzienserordens.

## Bilder

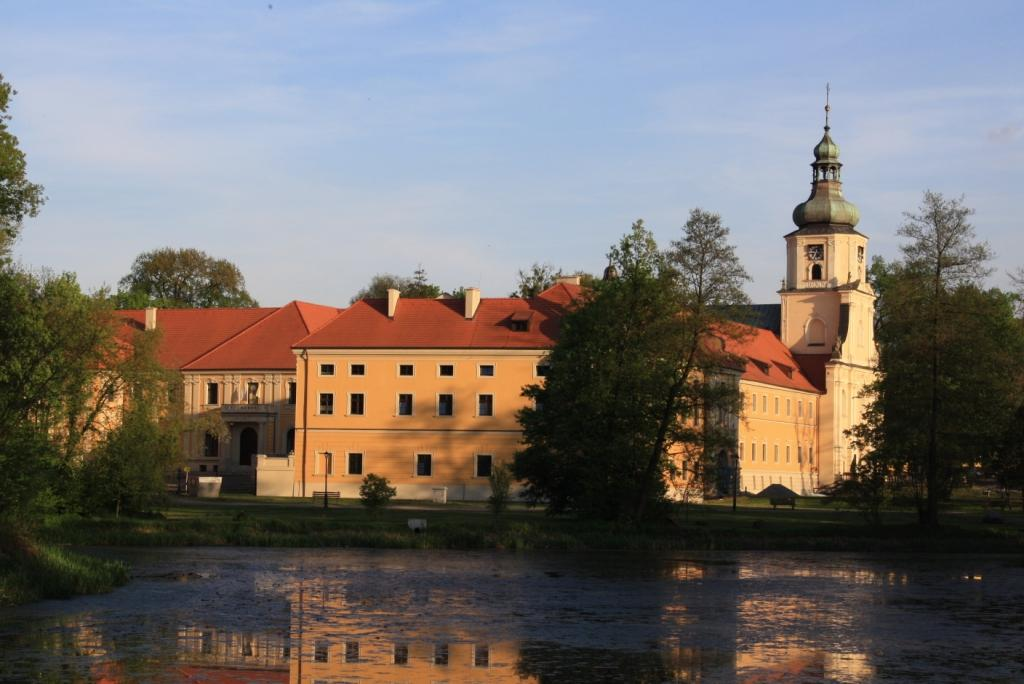
Ehemaliges Kloster Rauden nach der Renovierung 2011
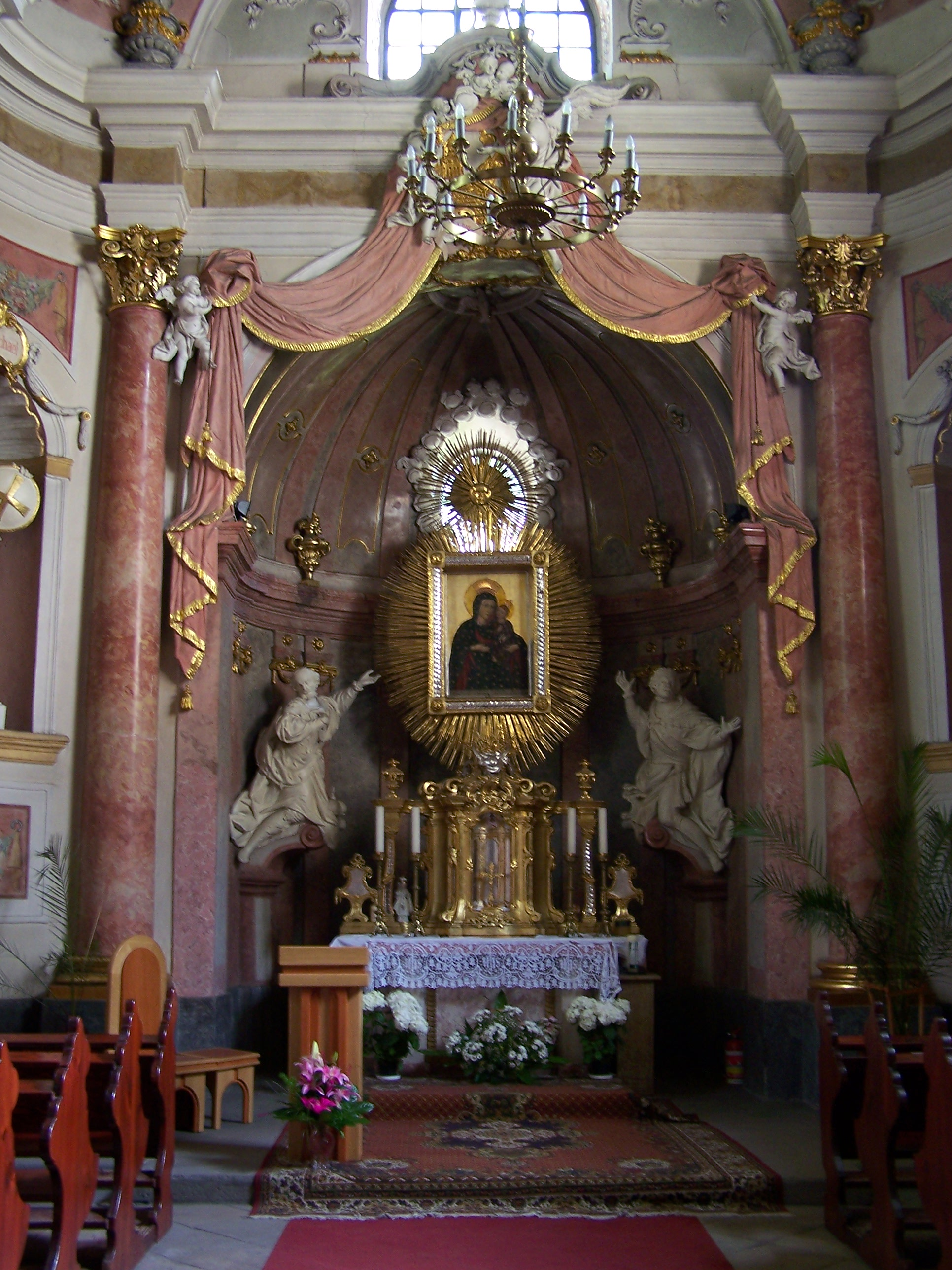
Die Kapelle der Muttergottes von Rauden
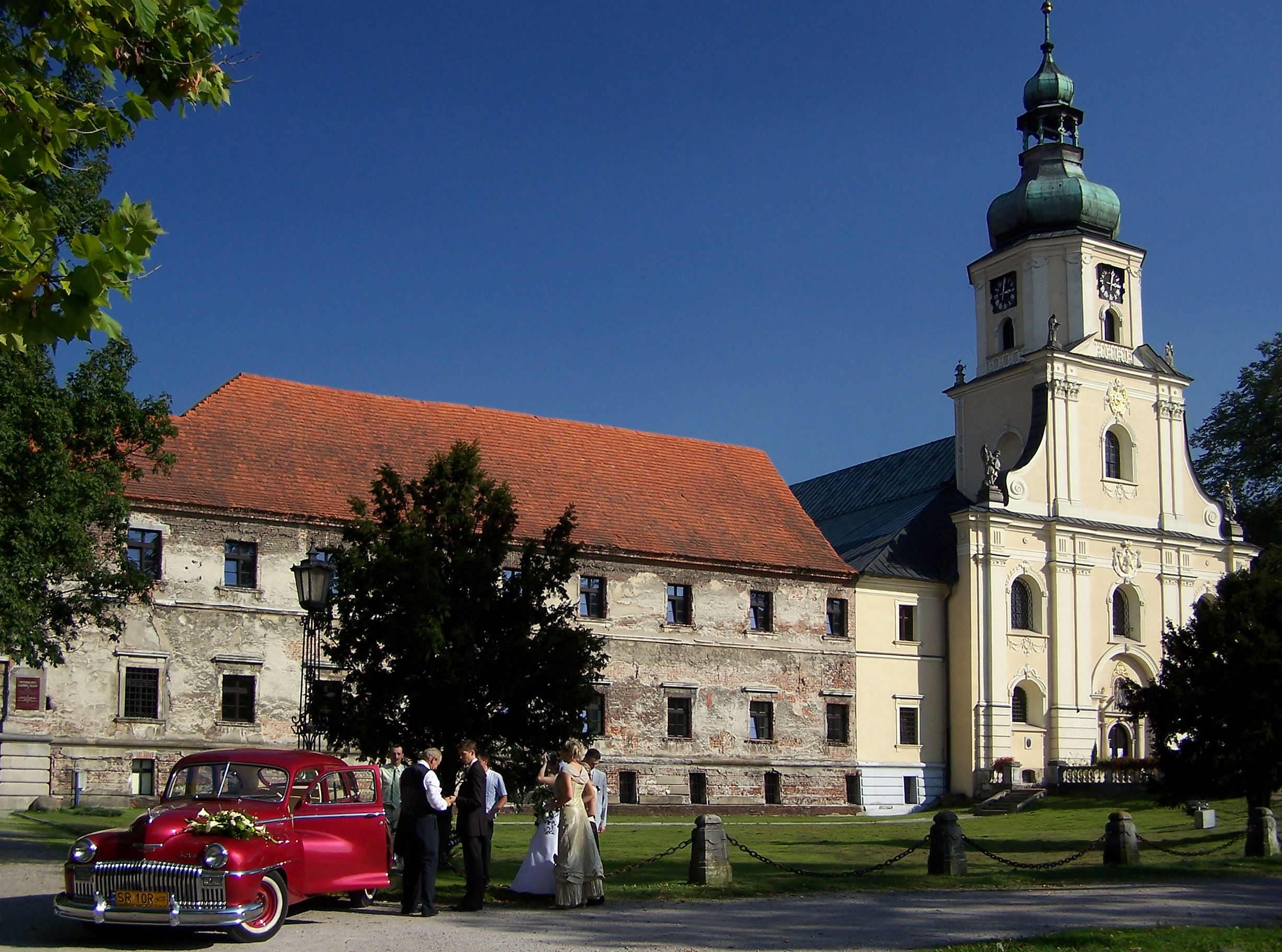
Kirche und Kloster
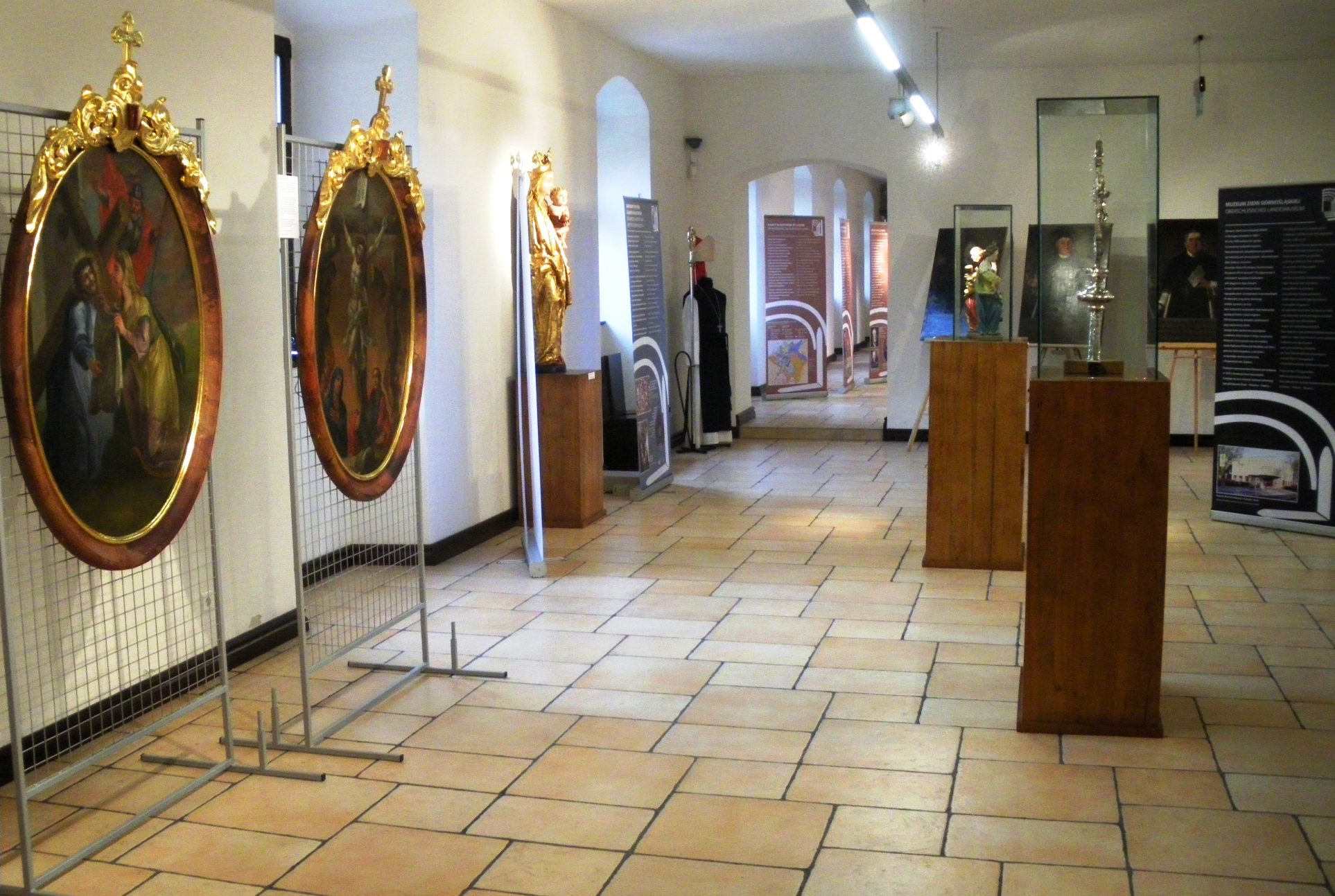
Ausstellung: Säkularisation in Schlesien 1810. Ausstellungssaal Bildungseinrichtung der Diözese Gleiwitz, Rudy (2010)
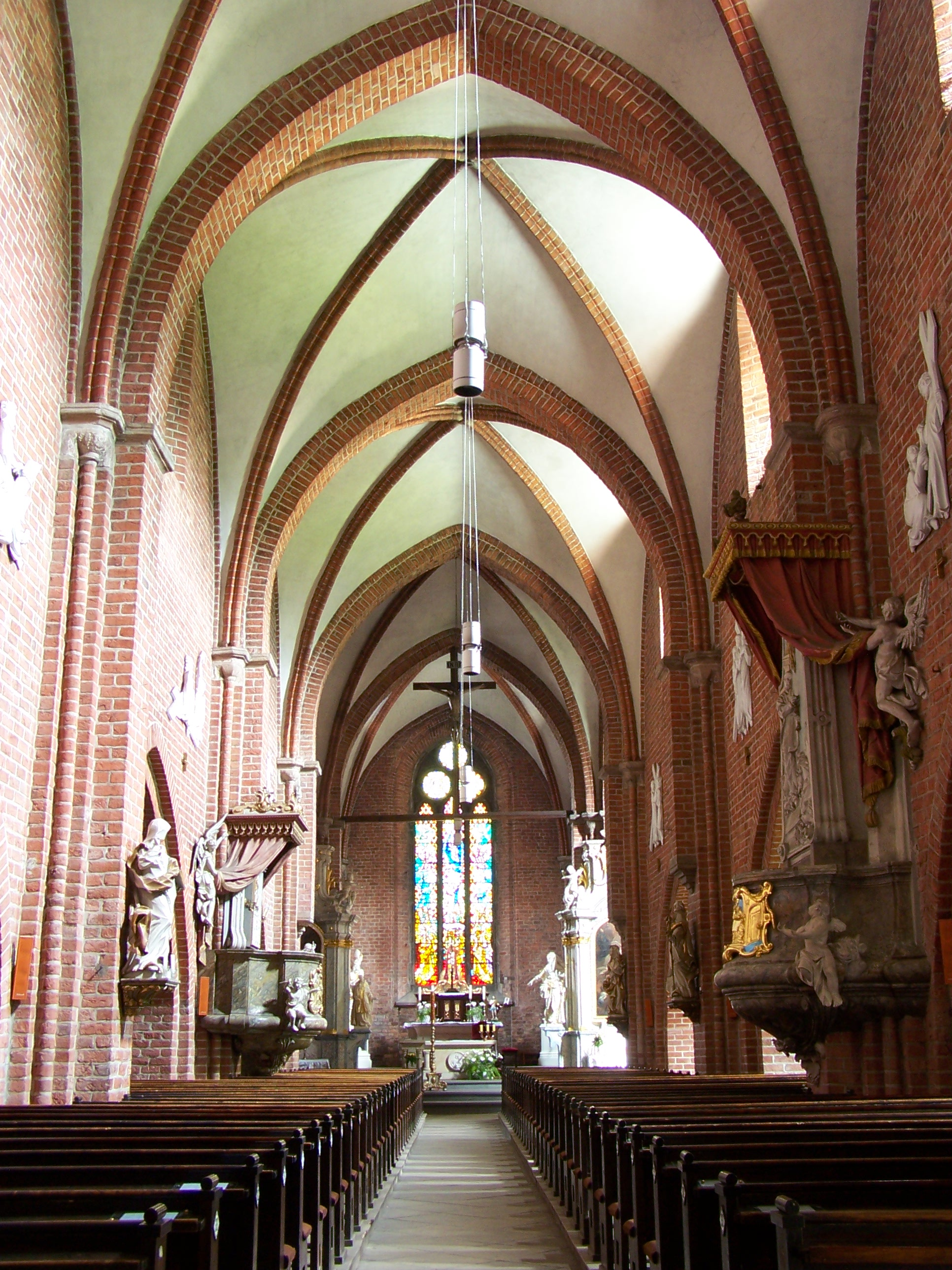
Kircheninneres